# The Forgotten
The Forgotten è un film del 2004 diretto da Joseph Ruben.
È narrata la vicenda di una mamma (Julianne Moore) cui misteriosamente tutti vorrebbero far dimenticare il figlio morto in un incidente aereo.

## Trama
Telly Paretta conduce una vita felice con il marito Jim e il figlio di nove anni Sam. Quando il figlio muore in un incidente aereo, Telly cade in depressione, e viene affidata alle cure dello psichiatra Jack Munce. Oltre un anno dopo, tuttavia, Telly non ha ancora superato il lutto; inoltre, la donna sperimenta strani fenomeni: le foto di Sam e i nastri con i suoi video spariscono; pian piano anche Jim inizia a dimenticare il figlio, tanto che poco dopo la donna sembra l'unica a ricordarsi della sua esistenza. Munce suggerisce a Jim che in realtà Sam non sarebbe mai esistito: per il trauma di non aver avuto figli, Telly ne ha creato uno immaginario.
Telly insiste che Sam sia esistito, tanto che Munce è costretto a farla ricoverare in un istituto psichiatrico. La donna fugge e si reca da Ash Correll, un vicino di casa la cui figlia Lauren è morta nello stesso incidente di Sam. Ash tuttavia non riconosce Telly, e nega anche di aver avuto una figlia. Telly però rimuove della carta da parati dai muri della casa di Ash, rivelando i disegni che Lauren vi aveva eseguito sopra e facendo riaffiorare i ricordi di Ash. A quel punto, però, i due si vedono braccati dall'NSA, che sembra volerli tenere lontani dalla verità. I due sono costretti a fuggire: mentre scappano, Telly nota che un uomo misterioso li osserva da lontano.
Durante la fuga, Ash e Telly si rendono conto di essere gli unici a ricordare i propri figli: perfino l'incidente aereo è sparito da giornali e documenti, come se qualcuno volesse cancellarne il ricordo. I due catturano un agente della NSA e tentano di interrogarlo: questi afferma che anche loro non avrebbero dovuto ricordare i bambini, ma non riesce a spiegarsi perché ciò non sia avvenuto. L'uomo sembra inoltre suggerire che una misteriosa entità li stia spiando: infatti poco dopo una forza invisibile sradica la casa e scaraventa l'agente in aria. Telly comprende allora di avere a che fare con un alieno, cosa che viene confermata quando la detective Pope, che stava lavorando al caso, spara al misterioso inseguitore e vede le sue ferite rimarginarsi da sole. Dopo aver compreso la verità, la detective viene risucchiata in cielo quando tenta di aiutare Telly.
Ash e Telly arrivano a scontrarsi fisicamente con l'alieno, ma durante la colluttazione Ash viene risucchiato in cielo. Telly chiede allora aiuto al dottor Munce, che la porta all'aeroporto da cui Sam era partito, dove trovano l'alieno. Tra questi e Munce si svolge un dialogo in cui il dottore prova a convincere l'altro a restituire il bambino, invano. Munce spiega a Telly di essere un collaboratore degli alieni e uno dei pochi a conoscere la verità: il suo scopo è tuttavia quello di limitare i danni provocati dagli esperimenti che gli alieni effettuano da tempo immemore, e non ha facoltà di fermarli, pertanto nega il proprio aiuto a Telly, e la lascia in un magazzino abbandonato.
Ritrovatosi faccia a faccia con Telly, l’alieno le spiega di essere uno scienziato, a capo di un progetto tramite il quale studia il legame tra genitori e figli del genere umano. L'alieno era certo di poter cancellare dalla mente di uomini e donne i loro bambini e di poter spezzare il loro legame; Telly si è però rivelata una grave eccezione, poiché ella non dubiterà mai dell'esistenza di suo figlio. L'alieno rivela che il tempo dell'esperimento sta per scadere: in caso di fallimento, egli dovrà rispondere ai suoi superiori e verrà severamente punito. Tenta così di forzare Telly a dimenticare Sam, ma lei resiste a qualunque minaccia. L'alieno chiede altro tempo, ma i suoi superiori lo risucchiano in cielo: l'esperimento è definitivamente fallito.
Telly si risveglia a casa propria e riabbraccia Sam, che le viene restituito; anche Lauren e Ash sono sereni a casa loro, e la donna sembra essere l'unica a ricordare l'accaduto.